# Геллер Ігор Ілліч
Ігор Ілліч Геллер (рос. Геллер Игорь Ильич; нар. 7 вересня 1960, Одеса, Українська РСР, СРСР) — кандидат психологічних наук, доцент, автор психологічної теорії «Третя сигнальна система», радіоведучий.

## Життєпис
Ігор Ілліч Геллер народився 7 вересня 1960 в українському місті Одеса, на Молдаванці.
Закінчив факультет романо-германської філології Одеського державного університету імені І. І. Мечникова, оволодів знанням французької мови.
Брав участь в організаційно-діяльнісних іграх під керівництвом Г. П. Щедровицького. Психологію вивчив за три роки, без формального навчання за книгами. Спілкувався з психологами, у тому числі найбільш відомими. Проводив психологічні тренінги. Більшість з них були присвячені психологічним переживанням. Основою тренінгу був «ЕСТ» (англ. EST, Erhard Seminars Training), «ребефінг» (англ. Rebirthing) і психосоматичний підхід Н. Кеппе.
Почав викладати психологію в Одеському державному університеті.
Захистив кандидатську дисертацію, став кандидатом психологічних наук.
Написав докторську дисертацію з психології та закінчив докторантуру. Захищати докторську дисертацію не став у зв'язку з принциповою незгодою із змінами правил зробленими Національною академією наук України в період 1999—2000 рр.
Створив в Одесі психологічний клуб, учасниками якого, за майже 10 років існування, стали 2,5 тисячі осіб.
Почав консультувати комерційні організації. Багато разів давав інтерв'ю одеській пресі, вів передачі на телебаченні та радіо, залучався як експерт одеськими ЗМІ.

## Праці
- Геллер И. И. Переживание как категория общей психологии: Диссертация на соискание учёной степени кандидата психологических наук 19.00.07 / Одес. ун-т им. И. И. Мечникова. — Одесса, 1994. — 178 с. (рос.)